# Стахеев, Иван Иванович (1869)
Ива́н Ива́нович Стахе́ев (1869—1918) — русский купец и предприниматель, потомственный почетный гражданин.

## Биография
Родился в 1869 году в городе Елабуга Вятской губернии в купеческой семье Ивана Григорьевича Стахеева.
Иван получил домашнее образование и уже в юности проявил себя энергичным и деятельным человеком, всячески помогал отцу в его предпринимательской деятельности. В 1905 году отец и шесть его сыновей основали торговый дом «И. Г. Стахеев и Ко», который занимался продажей хлебных и нефтяных товаров, чая, сахара, мануфактурных и табачных изделий. Но у старшего из сыновей — Ивана, были свои виды на предпринимательство и в 1912 он основал собственную фирму — товарищество «И. Стахеев и Ко», в создании которой приняли участие еще два известных русских предпринимателя: Прокопий Петрович Батолин и Алексей Иванович Путилов. Вскоре скромное предприятие превратилось в один из крупнейших концернов Российской империи.
Также при участии И. И. Стахеева было создано нефтепромышленное и торговое акционерное общество «Эмба», которое занималось добычей нефтепродуктов на территории современного Казахстана; в 1913 году им учреждено Балтийское акционерное общество погрузочных средств, основным назначением которого являлось расширение объемов хлебной торговли предпринимателя со скандинавскими странами; в этом же году начало свою деятельность нефтепромышленное общество «Эмба–Каспий», в деятельности которого приняли участие Петербургский международный банк и английские финансовые круги, контрольный пакет акций был у Стахеева. В 1914 году торгово-промышленное товарищество «И. Стахеев и Ко» получило контрольные пакеты акций Петербургского международного общества погрузочных средств и Южно-Русского общества плавучих элеваторов, которые действовали в городе Николаеве (ныне Украины) и считались крупнейшими экспортными компаниями черноморского бассейна. В 1915 году на основании договора между обществами «Эмба» и «Эмба–Каспий» было создано акционерное общество подсобных предприятий Эмбинского района, и к 1917 году по количеству добываемой нефти это предприятие занимало третье место в России. К этому времени завершилось складывание концерна Путилова−Стахеева−Батолина, ставшего крупнейшей финансово-промышленной монополистической группой, охватывая по своей деятельности огромную территорию: от Балтики до Сибири и от Туркестана до Скандинавии.
После Октябрьской революции, в 1918 году, И. И. Стахеев и А. И. Путилов эмигрировали во Францию, П. П. Батолин был убит неизвестными в Петрограде. В этом же 1918 году Иван Иванович Стахеев умер.
В период с 1905 года до образования собственного предприятия, Иван Иванович Стахеев избирался в почетные мировые судьи, был гласным Елабужской городской думы и Елабужского земства (с 1906 по 1908 год, в октябре 1909 года добровольно сложил полномочия). Избирался попечителем земских школ, входил в состав попечительского совета женской гимназии, земской больницы, состоял членом уездной землеустроительной комиссии.